# Thomasclarkite-(Y)
La thomasclarkite-(Y) è un minerale.

## Etimologia
Il nome è in onore del geologo canadese Thomas Henry Clark (1893-1996).